# 레이디 레이디!!

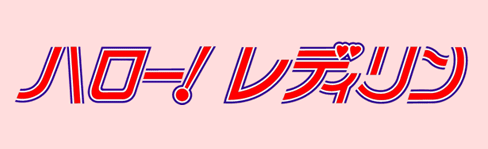

레이디 레이디!!는 하나부사 요코가 1986년에 잡지에 연재를 시작한 《레이디!》가 원작 만화인 애니메이션이다. 토에이 애니메이션에서 2기 구성으로 제작되었다. 《레이디 레이디!!》라는 제목으로 1987년 10월 21일부터 1988년 3월 23일까지 TBS에서 총 21화로 방영되었다.
대한민국에서는 1991년에 《작은 숙녀 링》이라는 제목으로 KBS에서 방영되었다.

## 줄거리
주인공 린 러셀은 5세때 일본인 어머니 미도리카와 미스즈와 함께 영국인 귀족 아버지 조지 러셀을 찾아오는 길에 교통사고로 어머니를 여의게된다.

## 등장인물
- 린 러셀
- 세라 러셀
- 아서 브라이튼
- 에드워드 브라이튼
- 조지 러셀
- 프란시스 러셀
- 미도리카와 미스즈
- 모드린 위벌리
- 토마스 위벌리
- 메리 위벌리
- 빅터 레이놀즈
- 로버트
- 질
- 톰
- 프린스
- 이사벨 몽고메리

## 방영 에피소드 목록
1. 안녕! 나는 린이야
2. 2명의 작은 신사
3. 허가받지 않은 손님
4. 어머니의 기념품
5. 토마스 줄거리
6. 오해한 성실
7. 여자의 맹세
8. 런던으로 가다
9. 사랑의 크리스마스 카드
10. 눈의 마녀 춤
11. 줄거리
12. 봄을 부르는 린의 모험
13. 왜 할아버지를 만나지 못해?
14. 비가 오고있어!
15. 왜 학교에 가지못해?
16. 아서! 세라를 도와주세요
17. 나를 혼자두지마!
18. 거짓말하지마!
19. 나는 희망이없어!
20. 일본으로 돌아가다
21. 잘가